# Milà-Sanremo 1994
La Milà-Sanremo 1994 fou la 85a edició de la Milà-Sanremo. La cursa es disputà el 19 de març de 1994 i va ser guanyada per l'italià Giorgio Furlan, que s'imposà en solitari a la meta de Sanremo.
191 ciclistes hi van prendre part, acabant la cursa 164 d'ells.

## Classificació final
|    | Ciclista           | Equip                               | Temps      |
| -- | ------------------ | ----------------------------------- | ---------- |
| 1  | Giorgio Furlan     | Gewiss-Ballan                       | 7h 25' 37" |
| 2  | Mario Cipollini    | Mercatone Uno-Medeghini-Juvenes Smr | + 20"      |
| 3  | Adriano Baffi      | Mercatone Uno-Medeghini-Juvenes Smr | m. t.      |
| 4  | Stefano Zanini     | Navigare-Blue Storm                 | m. t.      |
| 5  | Kai Hundertmarck   | Motorola-Merckx                     | m. t.      |
| 6  | Fabio Baldato      | GB-MG Maglificio                    | m. t.      |
| 7  | Àngel Edo          | Kelme-Avianca                       | m. t.      |
| 8  | Fabiano Fontanelli | ZG Mobili-Selle Italia              | m. t.      |
| 9  | Andrei Txmil       | Lotto-Vetta-Caloi                   | m. t.      |
| 10 | Laurent Jalabert   | ONCE                                | m. t.      |